# Desa Pasawahan (administrativ by i Indonesien, lat -6,75, long 106,76)
Desa Pasawahan är en administrativ by i Indonesien.   Den ligger i provinsen Jawa Barat, i den västra delen av landet, 60 km söder om huvudstaden Jakarta.